# George Brizan
George Ignatius Brizan, né le 31 octobre 1942 dans la Paroisse de Saint David et décédé le 18 février 2012 à Saint-Georges, est un homme politique grenadien, Premier Ministre du pays pendant quatre mois en 1995.

## Biographie
George Ignatius Brizan est né le 31 octobre 1942 dans la Paroisse de Saint David. Il suit une éducation secondaire à Grenade puis suit des études supérieures au Canada et à l'Université des Indes occidentales. De 1963 à 1984, il travaille dans le domaine de l'éducation comme enseignant dans le secondaire, mais aussi à l'Institut de formation continue.
En parallèle à ses activités professionnelles, il milite au sein du New Jewel Movement qu'il quitte rapidement. Il participe à la rédaction du manifeste électoral de l'Alliance populaire en 1976. En 1978, il fonde le journal People's Tribune qui attaque la politique du NJM, mais cela n'empêche pas qu'il devienne chef du bureau de l'éducation sous le gouvernement de Maurice Bishop.
Après, l'Invasion de la Grenade par les États-Unis, Brizan fonde le Parti national démocratique (NDP) en 1983, qui rejoint le Nouveau Parti national (NNP) en 1984. La même année, Brizan est élu à la Chambre des représentants de Grenade sous les couleurs du Nouveau Parti national et devient Ministre du Tourisme et de l'Agriculture. En 1985 puis en 1986, il perd les élections internes de son parti pour devenir le leader adjoint. En 1987, il devient ministre des Pêches et de l'Education, mais démissionne de son parti pour fonder le Congrès démocratique national (NDC) en 1987. En 1989, il démissionne de son poste de leader du NDC au profit de Nicholas Brathwaite et quand le NDC remporte les élections de 1990, il devient ministre des Finances, de l'Industrie et du Commerce.
Il reprend la tête du NDC en juillet 1994 quand Nicholas Brathwaite démissionne de son poste de leader du parti, il lui succède également en 1995 à la tête du gouvernement de Grenade, devenant le huitième Prime Minister of Grenada. Il perd les élections générales de 1995 et démissionne de son poste de Premier Ministre. Après une nouvelle défaite lors des élections de 1999, il abandonne son rôle de leader du NDC et la vie politique pour des raisons de santé.

## Publications
- (en) Grenada Island Of Conflict, Broché, 8 juillet 1998 (ISBN 978-0333710234)
- (en) The nutmeg industry, Grenada's black gold, 1979

## Prix et récompenses
- 1981: International Development Research Centre Award (Canada)[1]